# Серый спинорог
Серый спинорог, или курок (лат. Balistes capriscus), — вид морских лучепёрых рыб семейства спинороговых.

## Описание

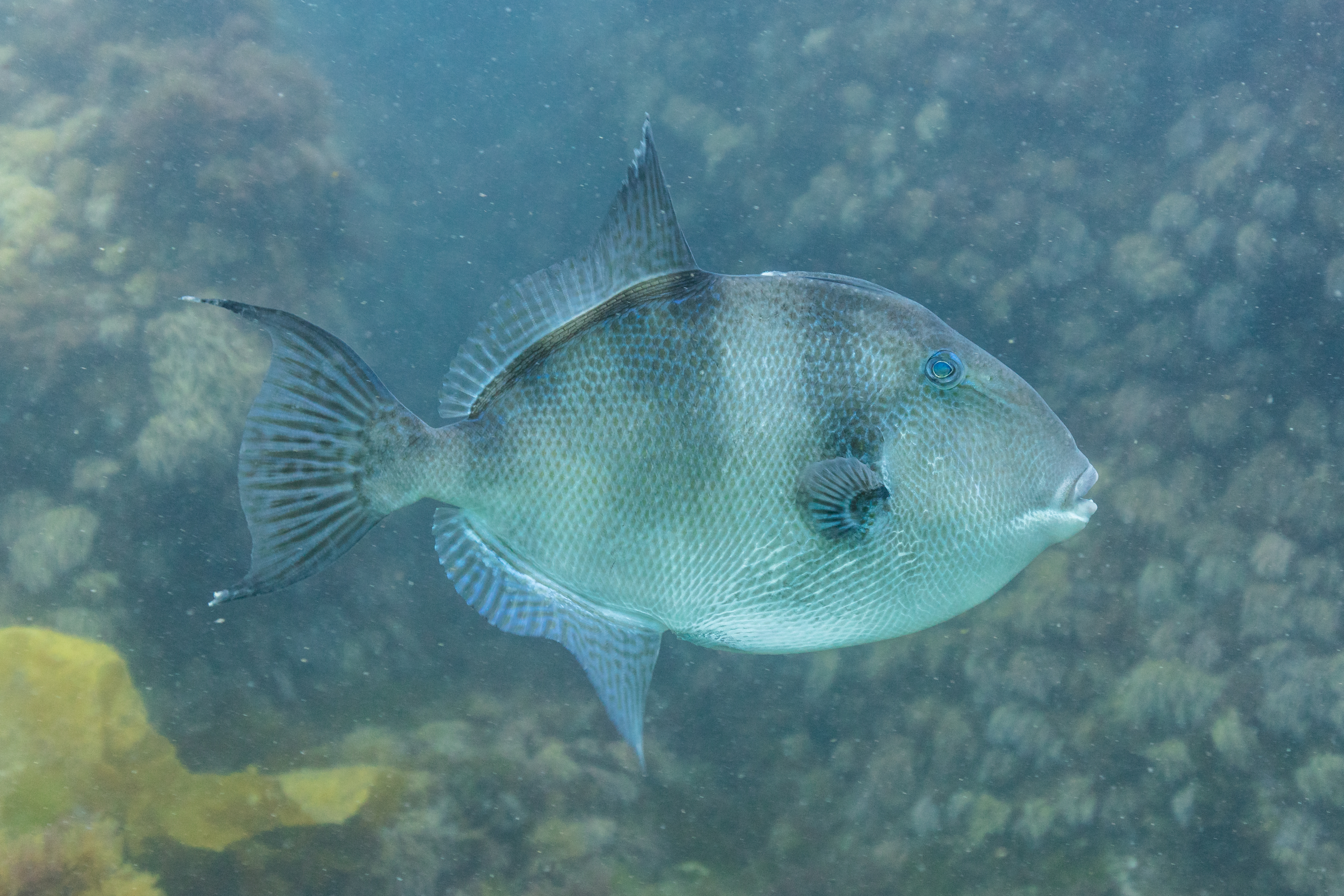

Тело овальной формы, высокое за счёт очень опущенного живота, сильно сжатое с боков, покрыто правильными рядами большой плотной гладкой чешуёй (без бугорков и колючек), которая образует прочный панцирь. Поперечных рядов чешуй 56—64. Позади жаберного отверстия обычно есть 2—3 увеличенные костные пластинки. Небольшие носовые отверстия расположены сразу перед глазами. Первый спинной плавник в виде трёх колючих костных шипов, соединённых кожистыми перепонками; первая колючка самая длинная и прочная с зазубренными задним краем, запирается в приподнятом положении второй колючкой, которая тесно к ней прилегает; третья колючка удалена от первых двух на некоторое расстояние. Второй спинной плавник высокий с 2—3 колючими и 25—26 мягкими лучами. В брюшных плавниках один короткий грубый зернистый и подвижный шип, за которым следует ряд гибких тонких колючек. Анальный плавник с двумя колючими и 22—23 мягкими лучами. Хвостовой плавник длинный, внешние лучи у взрослых значительно удлиненные. Боковая линия полная, тянется до хвостового плавника, делая в середине тела большой зигзаг.
Общий фон окраски зеленовато или серовато-коричневатый, на спине иногда с фиолетовым оттенком. На анальном и спинных плавниках, иногда и на боках, часто есть голубые полосы и жёлтые или чёрные пятнышки.
Наибольшая длина тела 60—61 см.

## Биология
Морская малоподвижная рыба преимущественно прибрежных вод, которая обычно живёт вблизи или среди скал и больших камней на глубинах 10—100 метров. Держится поодиночке или небольшими группами, встречается в придонных слоях, реже в толще воды и у поверхности. Молодь ведёт пелагический образ жизни и часто отмечается среди оторванных от дна плавающих водорослей, вместе с которыми за счёт течений и ветров преодолевает большие расстояния. Питается мелкими беспозвоночными животными, в том числе моллюсками и ракообразными.

## Ареал
Распространён по обоим побережьям Атлантики: от Ирландии до Анголы на востоке, включая Азорские, Канарские острова и Мадейру; и от Новой Шотландии до Аргентины на западе, встречается в Средиземном и Чёрном морях.
В 1920-х годах был отмечен в Чёрном море: одна особь поймана в Стрелецкой бухте Севастополя, другая — у Балаклавы. В 1934 году особь длиной 47 см была поймана у Сухуми. Здесь же в 1952 году был отловлен второй экземпляр. Ещё одна особь, самка, была поймана в январе 1967 году в Севастопольской бухте.